# Dubočka
Dubočka es un pueblo ubicado en la municipalidad de Petrovac, en el distrito de Braničevo, Serbia.

## Superficie
Posee una superficie de 13,04 kilómetros cuadrados.

## Demografía
Hasta 2011 la población era de 482 habitantes, con una densidad de población de 36,96 habitantes por kilómetro cuadrado.